# Doridoïdeus
Els dorioïdeus (Doridoidea) (abans conegut com a Cryptobranchia) són una superfamília de gastròpodes nudibranquis marins de mides petites i mitjanes, pertanyent al grup Doridacea.

## Etimologia
La paraula "Doridoidea" prové del nom genèric Doris, que alhora prové del nom de la ninfa marina, Doris, de la mitologia grega.

## Famílies
D'acord amb Taxonomy of the Gastropoda (Bouchet & Rocroi, 2005), les famílies dins de la superfamília Doridoidea són:
- Actinocyclidae O'Donoghue, 1929
- Chromodorididae Bergh, 1891
- Discodorididae Bergh, 1891
- Dorididae Rafinesque, 1815

### Famílies reconegudes en l'actualitat (2015)
- Actinocyclidae O'Donoghue, 1929
- Cadlinidae  Rudolph Bergh, 1891
- Chromodorididae  Rudolph Bergh, 1891
- Discodorididae  Rudolph Bergh, 1891
- Dorididae  Rafinesque, 1815

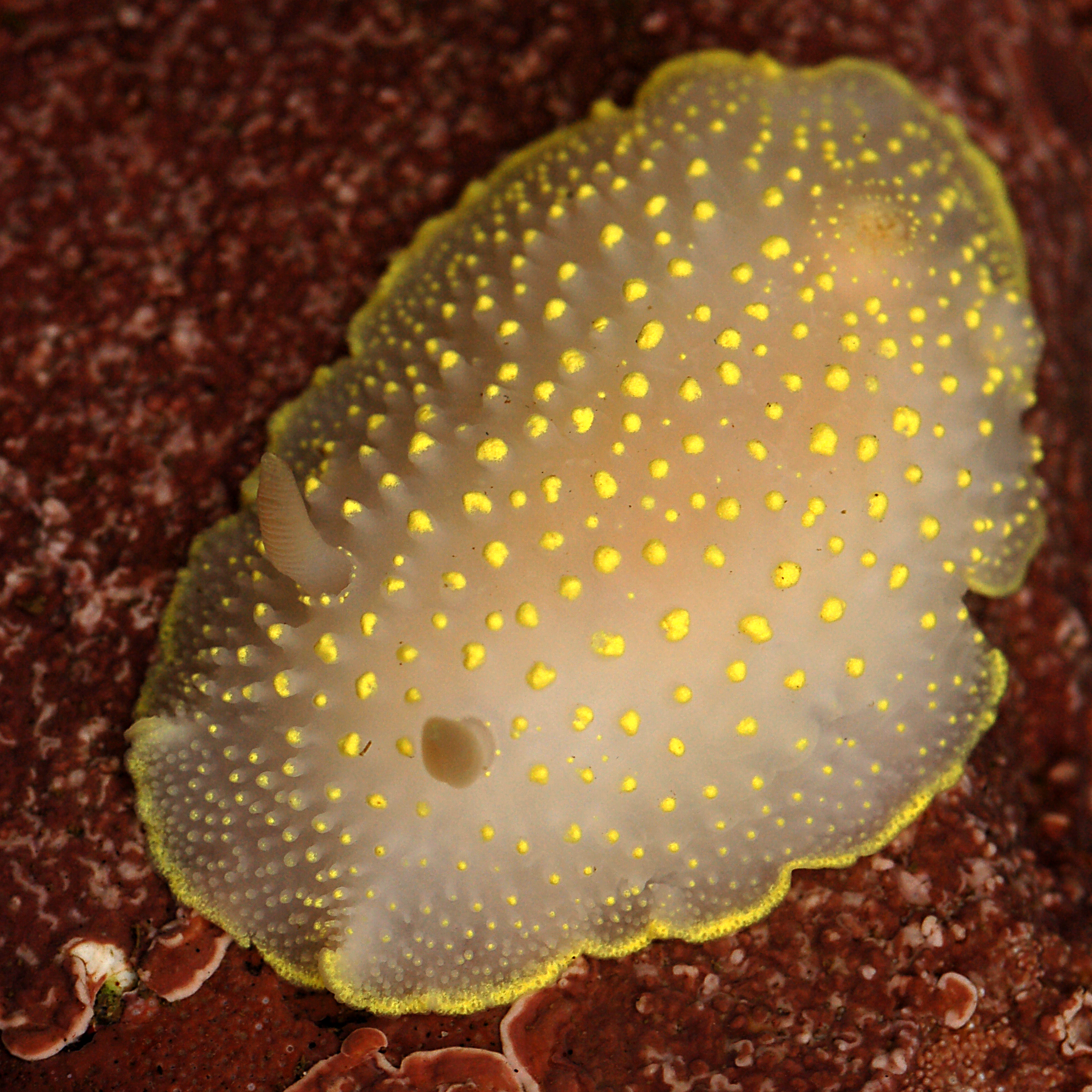
Cadlina luteomarginata, a Cadlinidae
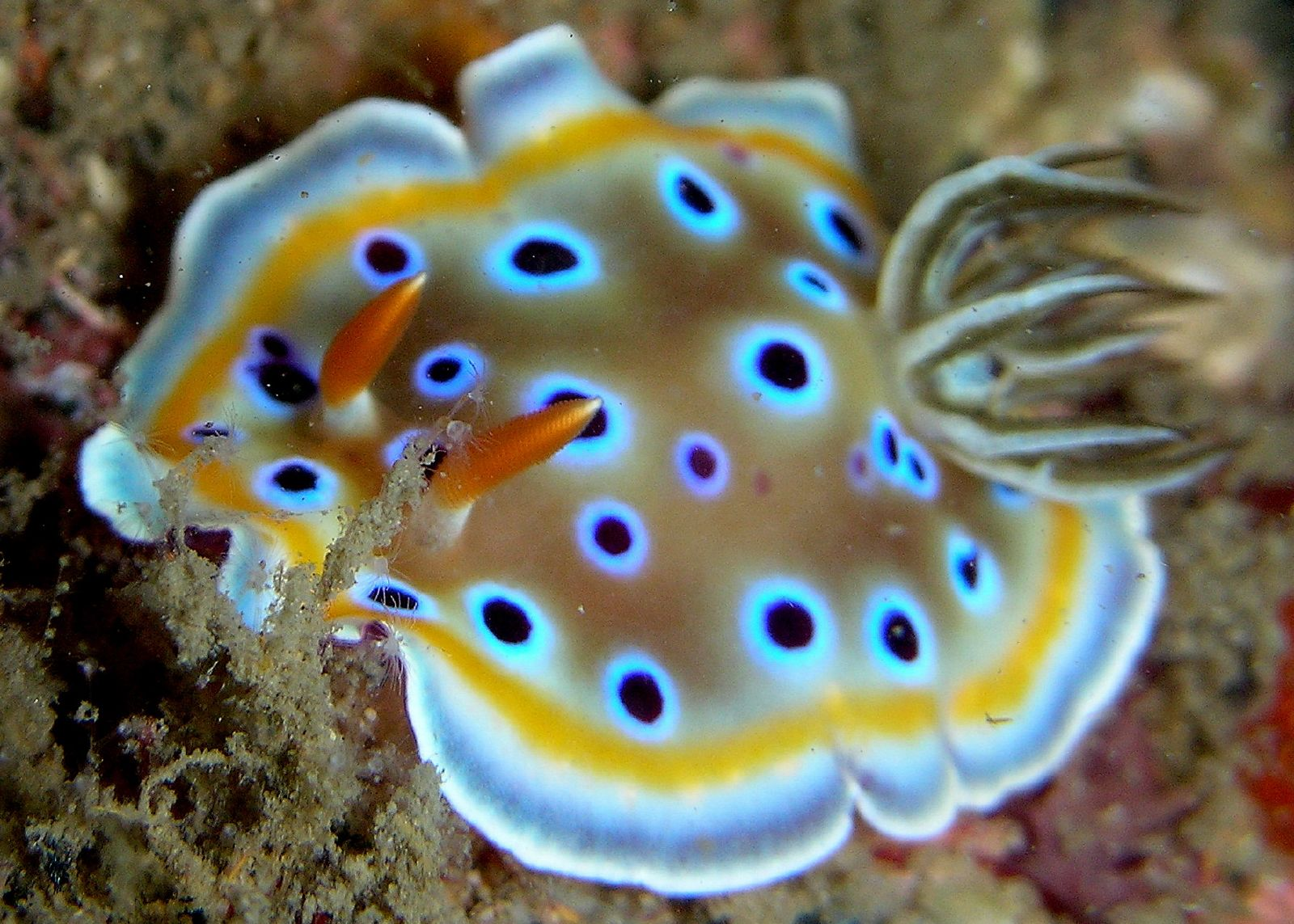
Goniobranchus geminus, a Chromodorididae
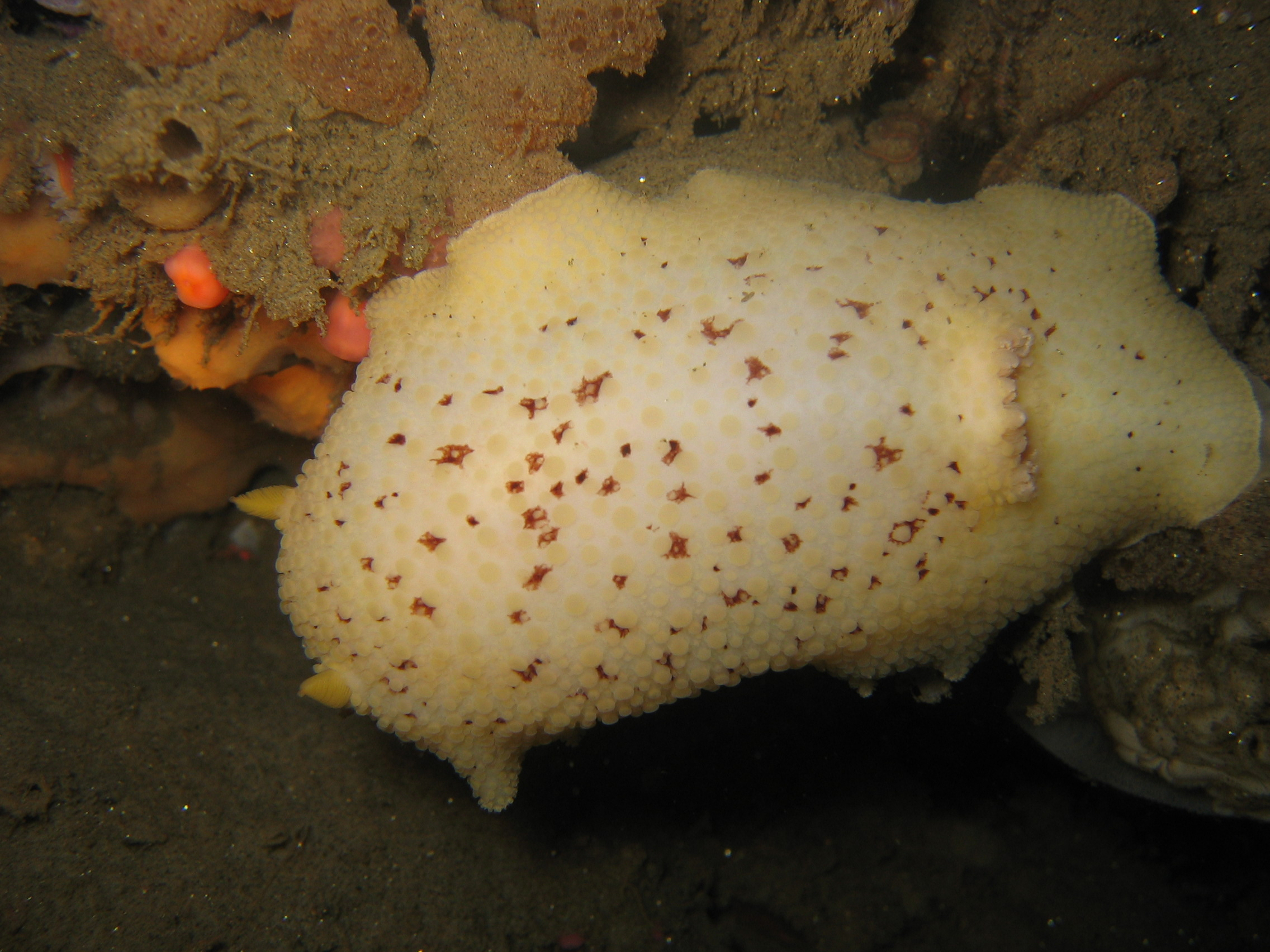
Diaulula nobilis, a Discodorididae
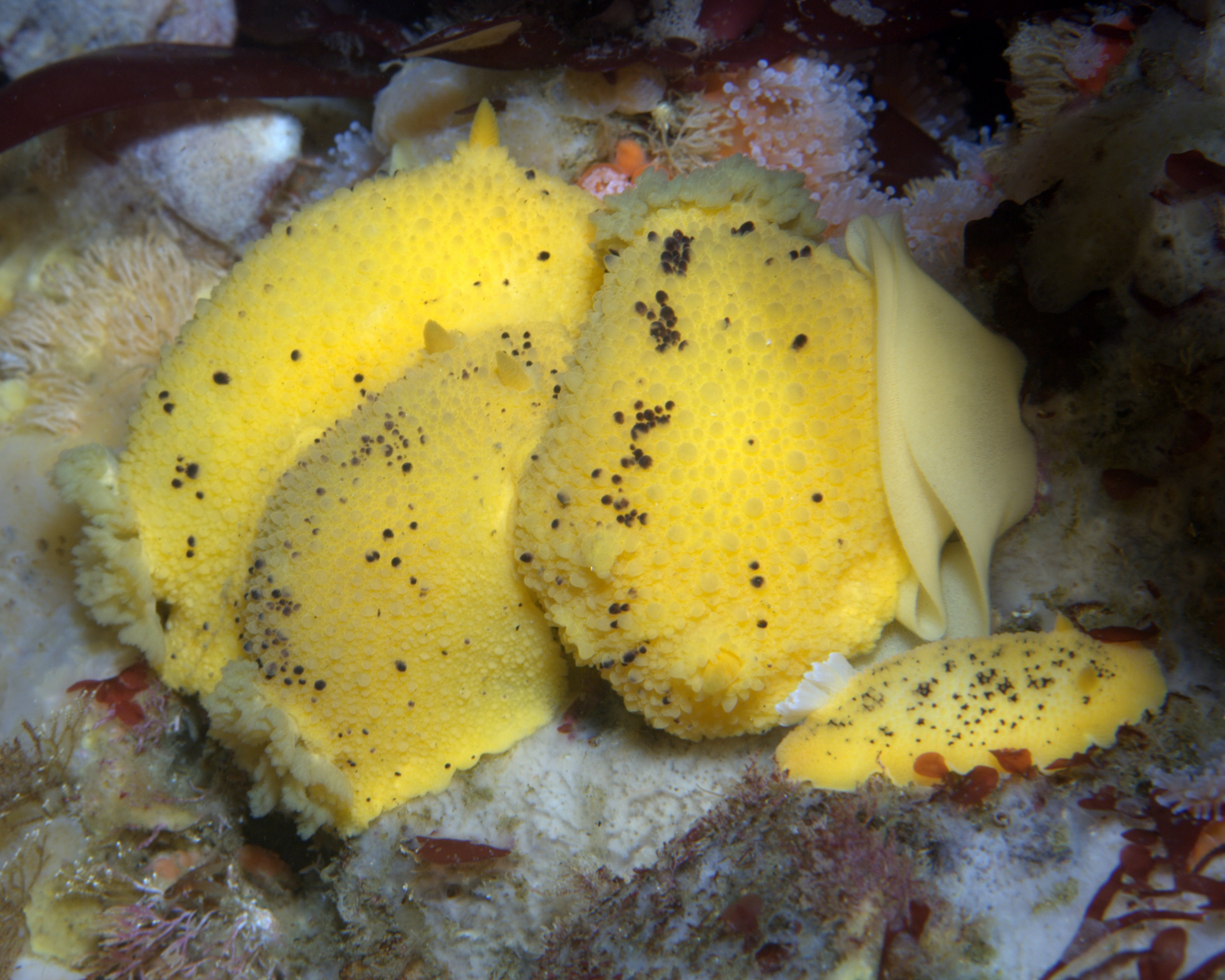
Doris montereyensis, some Dorididae

## Sinònims

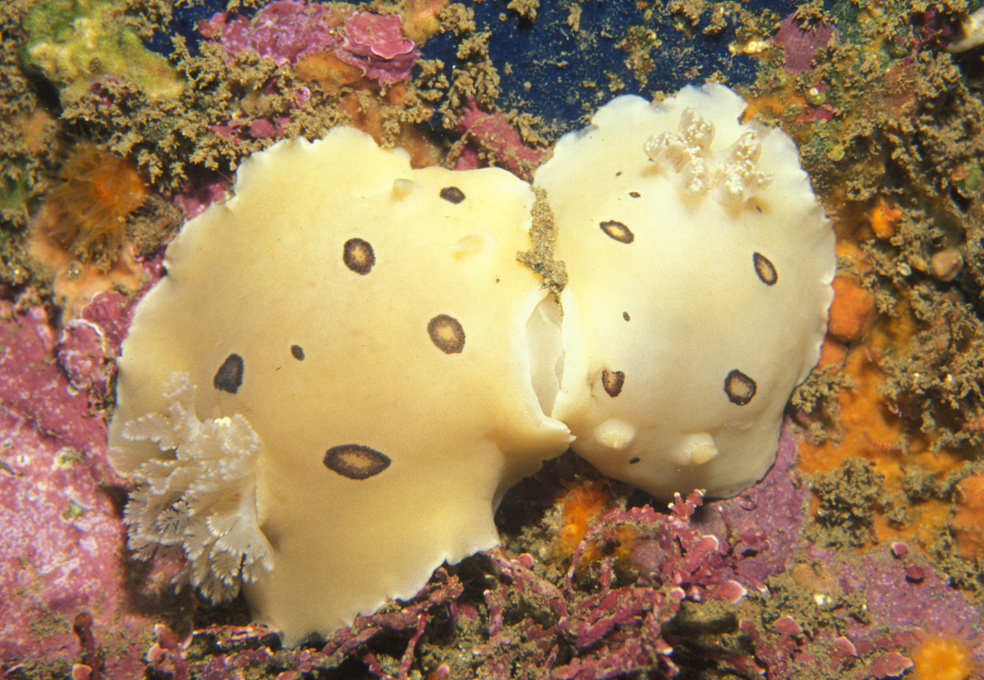
Dos criptobranquis: una parella de Diaulula sandiegensis

Les següents famílies són considerades sinònims; aquests noms encara es poden trobar en publicacions.
Plantilla:Colbegin
- Aldisidae Odhner, 1939 - sinònim de Cadlinidae
- Archidorididae Bergh, 1891 - sinònim de Dorididae
- Asteronotidae Thiele, 1931 - sinònim de Discodorididae
- Baptodorididae Odhner, 1926 - sinònim de Discodorididae
- Conualeviidae Collier & Farmer, 1964 - sinònim de Dorididae
- Geitodorididae Odhner, 1968 - sinònim de Discodorididae
- Halgerdidae Odhner, 1926 - sinònim de Discodorididae
- Homoiodorididae  Bergh, 1882 -sinònim de Dorididae and Dendrodorididae
- Kentrodorididae  Bergh, 1891 - sinònim de Discodorididae
- Platydorididae  Bergh, 1891 - sinònim de Discodorididae
- Rostangidae  Pruvot-Fol, 1951 - sinònim de Discodorididae